# Jumoke Akindele
Jumoke Akindele là một luật sư người Nigeria và là nữ diễn giả đầu tiên của Hội đồng Nhà nước Ondo. Bà đã được Rt. Hớn. Bamidele Oleyelogun.

## Cuộc sống ban đầu
Bà sinh ra ở Okitipupa, một thị trấn thuộc bang Ondo phía tây nam Nigeria. Bà đã được giáo dục tiểu học tại Trường tiểu học St. John ở Okitipupa trước khi bà tiếp tục đến trường trung học nữ St. Louis, Ondo nơi bà lấy được chứng chỉ trường Tây Phi năm 1981. Bà đã nhận bằng cử nhân Luật tại Đại học Obafemi Awolowo, Ile Ife và hành nghề luật sư trong một vài năm trước khi cô bước vào chính trị vào năm 2006.

## Sự nghiệp chính trị
Vào tháng 4 năm 2007, bà đã tranh cử ghế của khu vực bầu cử, Okitipupa cử tri II nhưng thua đảng đối lập. Bà tái tranh cử vào ngày 11 tháng 4 năm 2011 và được bầu làm thành viên của Hội đồng Nhà nước Ondo, nơi bà làm Chủ tịch Ủy ban Hạ viện về Giáo dục trước khi được bầu làm Chủ tịch Hội đồng. Vào ngày 27 tháng 5 năm 2015, bà được bầu làm Chủ tịch Hội đồng sau sự sụp đổ bất ngờ của cựu diễn giả Samuel Adesina.. Bà đã từ bỏ vị trí lãnh đạo của ngôi nhà trong một lá thư từ chức ngày 20 tháng 3 năm 2018. Jumoke Akindele là nữ diễn giả đầu tiên của nhà nước.